# Stefano Guidotti
Stefano Guidotti (Locarno, 16 giugno 1999) è un calciatore svizzero, centrocampista del Paradiso.

## Caratteristiche tecniche
È un centrocampista difensivo.

## Carriera
Cresciuto nel settore giovanile del Lugano, inizia la sua carriera professionistica in prestito al Chiasso, dove debutta il 22 luglio 2018 in occasione dell'incontro di Challenge League perso 3-1 contro il Vaduz.

## Statistiche

### Presenze e reti nei club
Statistiche aggiornate al 29 aprile 2024.
| Stagione        | Squadra         | Campionato      | Campionato | Campionato | Coppe nazionali | Coppe nazionali | Coppe nazionali | Coppe continentali | Coppe continentali | Coppe continentali | Altre coppe | Altre coppe | Altre coppe | Totale | Totale | Totale |
| Stagione        | Squadra         | Comp            | Pres       | Reti       | Comp            | Pres            | Reti            | Comp               | Pres               | Reti               | Comp        | Pres        | Reti        | Pres   | Reti   |        |
| --------------- | --------------- | --------------- | ---------- | ---------- | --------------- | --------------- | --------------- | ------------------ | ------------------ | ------------------ | ----------- | ----------- | ----------- | ------ | ------ | ------ |
| 2018-2019       | Chiasso         | ChL             | 25         | 3          | CS              | 1               | 0               | -                  | -                  | -                  | -           | -           | -           | 26     | 3      |        |
| 2019-2020       | Lugano          | ASL             | 12         | 1          | CS              | 1               | 0               | UEL                | 2                  | 0                  | -           | -           | -           | 15     | 1      |        |
| 2020-2021       | Lugano          | ASL             | 18         | 2          | CS              | 1               | 0               | -                  | -                  | -                  | -           | -           | -           | 19     | 2      |        |
| 2021-2022       | Lugano          | ASL             | 12         | 0          | CS              | 2               | 0               | -                  | -                  | -                  | -           | -           | -           | 14     | 0      |        |
| Totale Lugano   | Totale Lugano   | Totale Lugano   | 42         | 3          |                 | 4               | 0               |                    | 2                  | 0                  |             | -           | -           | 48     | 3      |        |
| 2022-2023       | San Gallo       | ASL             | 9          | 0          | CS              | 1               | 1               | -                  | -                  | -                  | -           | -           | -           | 10     | 1      |        |
| gen.-giu. 2024  | Olbia           | C               | 2          | 0          | CI-C            | 0               | 0               | -                  | -                  | -                  | -           | -           | -           | 2      | 0      |        |
| Totale carriera | Totale carriera | Totale carriera | 78         | 6          |                 | 6               | 1               |                    | 2                  | 0                  |             | -           | -           | 86     | 7      |        |

## Palmarès

### Club

#### Competizioni nazionali
- Coppa Svizzera: 1

Lugano: 2021-2022